# Max Jansen
Maximilian „Max“ Jansen (* 26. Mai 1993 in Datteln) ist ein deutscher Fußballspieler, der beim FC 08 Homburg unter Vertrag steht.

## Karriere
Der gebürtige Dattelner spielte in der Jugend zunächst für den FC Rhade in Dorsten-Rhade, wo er auch aufwuchs. Ab 2004 wurde er für vier Jahre beim FC Schalke 04 ausgebildet, bevor er 2008 zum VfL Bochum wechselte. In der Saison 2010/11 spielte er für die U19-Mannschaft dreizehn Spiele in der A-Junioren-Bundesliga. In der Saison 2011/12 kam er in der Regionalliga West für die zweite Mannschaft beim 1:4-Auswärtssieg gegen den SC Fortuna Köln zu seinem ersten Einsatz im Herrenfußball, als er in der 89. Spielminute für Ridvan Avci eingewechselt wurde. Insgesamt kam er in der Saison auf zwölf Einsätze für die zweite Mannschaft und zehn Einsätze (ein Tor) für die U19-Mannschaft. In der Saison 2012/13 kam er auf 34 Einsätze für die zweite Mannschaft von Bochum. Auch in der nächsten Spielzeit kam er auf 31 Einsätze und ein Tor.
Im Sommer 2014 unterschrieb er einen Zweijahresvertrag beim Drittligisten Hallescher FC. Zuvor hatte er die Verantwortlichen in einem einwöchigen Probetraining von sich überzeugen können. Beim HFC konnte er sich sofort im zentralen Mittelfeld etablieren und kam in seiner ersten Profisaison auf 36 Drittligaeinsätze. In der Saison 2015/16 kam er aufgrund eines Bänderrisses im Sprunggelenk auf nur 21 Einsätze, spielte aber zum Ende der Saison mehrere Partien als Kapitän der Mannschaft.
Zum Saisonbeginn 2016/17 wechselte er zum Zweitligisten SV Sandhausen, dort erhielt er einen Vertrag über drei Jahre. In der Saison 2017/18 kam er auf 24 Zweitligaeinsätze und vier Einsätze (ein Tor) für die zweite Mannschaft in der Fußball-Oberliga Baden-Württemberg. In der nächsten Spielzeit kam er aufgrund einer Adduktorenverletzung auf nur neun Zweitligaeinsätze.
Zur Saison 2019/20 wechselte Jansen nach Belgien zum Zweitligaaufsteiger Royal Excelsior Virton. Bereits nach dem dritten Spieltag und einem Einsatz verließ der Mittelfeldspieler den Klub wieder und ging zurück nach Deutschland, wo er beim in die 3. Liga abgestiegenen MSV Duisburg einen bis Juni 2021 gültigen Vertrag unterzeichnete. Sein erstes Tor für Duisburg erzielte er am 10. Juni 2020 beim Duisburger 3:1-Auswärtssieg auf dem Betzenberg in Kaiserslautern. In der Saison 2019/20 kam er auf insgesamt 23 Drittligaeinsätze. In der Saison 2020/21 folgten 17 weitere Drittligaeinsätze.
Von Juli bis Ende August 2021 war er vereinslos. Zum Beginn der Saison 2021/22 hielt er sich als Gastspieler beim Trainingslager des SV Darmstadt 98 statt, weil er Cheftrainer Torsten Lieberknecht kannte. Am letzten Tag des Sommertransferfensters wechselte er zum Ligakonkurrenten FSV Zwickau.
Nachdem er nach dem Abstieg seiner Mannschaft im Sommer 2023 vereinslos geworden war, schloss er sich Anfang Oktober 2023 dem Regionalligisten FC 08 Homburg an.